# Intha
Gli intha sono un popolo di pescatori che vivono presso il lago Inle, nel sudest della Birmania. La loro origine è incerta e si presume che abbiano abbandonato lo Stato Mon nel XVIII secolo per sfuggire alle guerre tra gli eserciti birmano e thailandese. Il nome intha significa "figli del lago".

## Descrizione
Si stimano circa 100.000 intha nei pressi del lago Inle. Essi costruiscono case su palafitte piantate nel letto del lago e si sostengono grazie alla pesca e all'agricoltura su orti galleggianti.
Usano uno strumento curioso per pescare; una cesta conica fatta di bambù e rete che viene lanciata sul fondo del lago e poi incominciano a battere sulla superficie dell'acqua per spaventare i pesci tra le alghe e recuperano la cesta rapidamente.
Tra gli intha è sviluppato anche l'artigianato, in particolare nel settore della tessitura del cotone e della seta.
Un caratteristico modo di remare degli intha è quello di vogare in piedi, su una gamba sola. Si ritiene che questa pratica sia nata nel XII secolo per permettere ai pescatori di manovrare le loro barche di legno a fondo piatto sopra gli orti galleggianti.

## Le isole galleggianti
Gli orti galleggianti sono delle isole costruite con una stuoia fatta di canne che crescono intorno al lago che contiene il fango del fondale mescolato con il giacinto per la fertilizzazione. Queste isole sono ancorate al fondale del lago con lunghi pali di bambù. Alcuni intha si guadagnano da vivere trainando appezzamenti di "terra" dietro le loro barche e ritagliando sezioni per gli orti in base alle esigenze dei clienti.
Alcuni prodotti coltivati sugli orti galleggianti vengono venduti nei mercati intorno al lago, il più famoso dei quali è il mercato galleggiante di Ywama, dove centinaia di intha si accalcano nel canale principale del villaggio sulle loro barche, con i venditori galleggianti che vendono ogni genere di prodotto.

## La festa di Phaung Daw U
Presso il lago Inle si tiene ogni anno nel mese di ottobre la festa di Phaung Daw U, una delle più importanti della Birmania. Una chiatta ornamentale trasporta un'enorme immagine del mitico uccello Karaweik (Kalaviṅka) e quattro sacre figure di Buddha attraversando i villaggi del lago, trainata da una barca carica di intha che remano con le gambe. L'evento prevede anche una gara di barche: su due lunghe barche, equipaggi di 50 uomini stanno in piedi, ognuno con una gamba legata attorno a un remo. Vincere la gara significa diventare i campioni mondiali di voga a gambe.